# Selhurst
Selhurst – dzielnica Londynu, w Wielkim Londynie, leżąca w gminie Croydon. Leży 13,8 km od centrum Londynu. W 2011 roku dzielnica liczyła 18 087 mieszkańców.